# 畅和街站
畅和街站是郑州地铁8号线的地铁车站，位于中华人民共和国河南省郑州市郑东新区（行政区划属金水区）中兴路与畅和街交叉口处，2024年12月29日投入运营。

## 车站结构
畅和街站车站主体为地下二层车站，位于中兴路地下，呈南北走向。车站站厅和站台均位于地下一层，提供两座侧式站台，地下二层为换向通道。
- 鲁庙方向站台
- 鲁庙方向站厅
- 天健湖方向站台换向通道入口
- 站名大字壁，由宋华平题写

### 楼层分布
| 地面层            | 出入口 | A-C出入口 |
| 地下一层          | 站厅   | 连通C出入口、客服中心、自动售票机 |
| 地下一层          | 站台   | \| 側式 · 開右邊车门 \| \| \| \| \| \| █ 8号线往天健湖（高铁公园） \| \| \| \| █ 8号线往鲁庙（郑州东站） \| \| 側式 · 開右邊车门 \| \| \| |
| 地下一层          | 站厅   | 连通A、B出入口、客服中心、自动售票机 |
| 地下二层          | 0      | 换向通道 |
| 側式 · 開右邊车门 |        | |
|                   |        | █ 8号线往天健湖（高铁公园） |
|                   |        | █ 8号线往鲁庙（郑州东站） |
| 側式 · 開右邊车门 |        | |

### 出入口
畅和街站共设有3个出入口，A、B出入口连接鲁庙方向站厅，C出入口连接天健湖方向站厅。各出入口信息如下：
| 编号                        | 指示         | 建议前往的目的地                 | 图片 |
| --------------------------- | ------------ | -------------------------------- | ---- |
|                             | 中兴路（西） | 中兴路、畅和街、金庄社区         |      |
|                             | 中兴路（西） | 中兴路、畅和街、相济路、庙张南区 |      |
|                             | 中兴路（东） | 中兴路                           |      |
| 注： 设有直梯 \| 设有卫生间 |              |                                  |      |